# Жашковская городская община
Жашковская городская община — община, расположенная в Уманском Районе Черкасской области.

## Населенные пункты

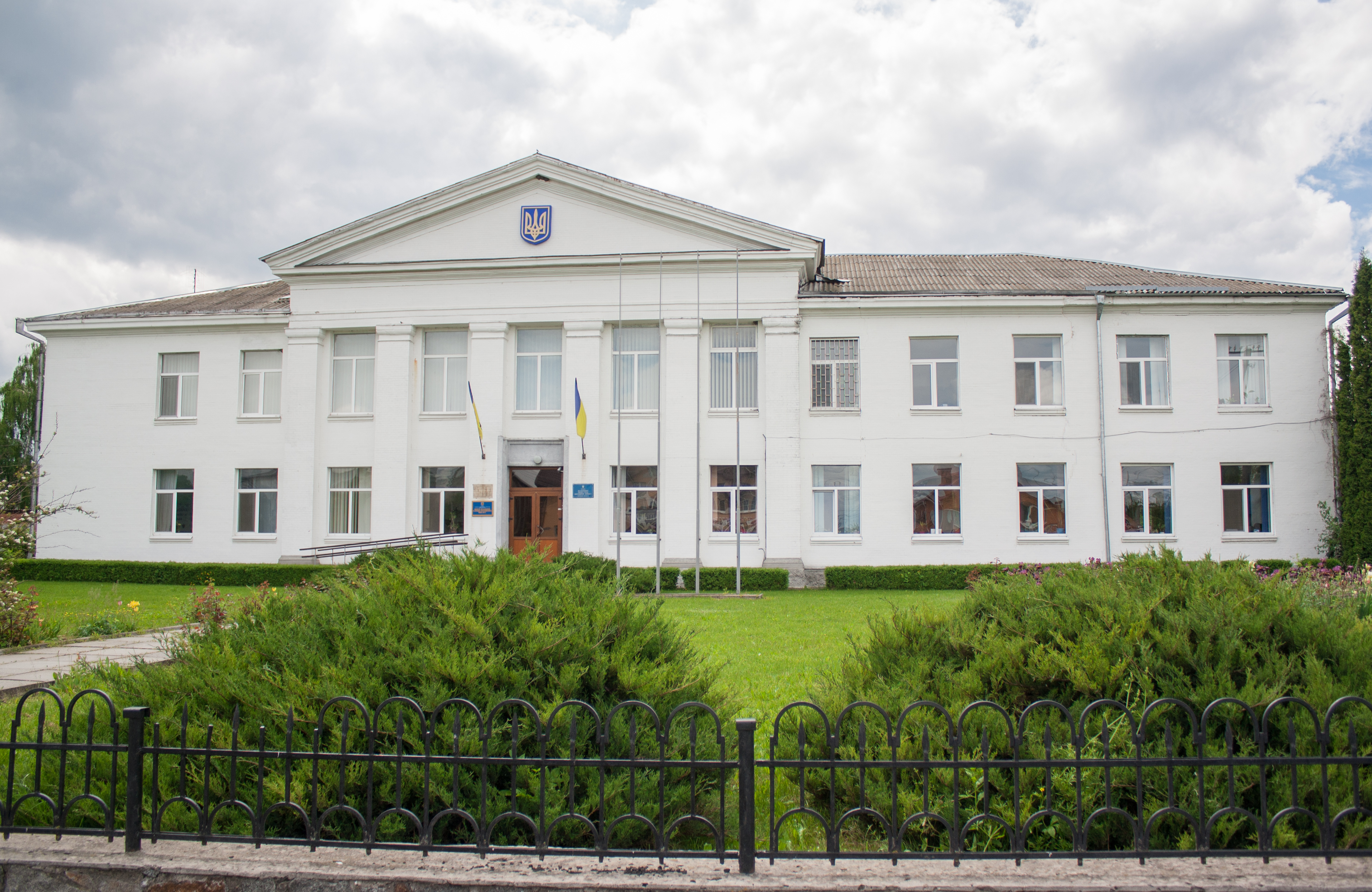
Местный совет в Административном центре г. Жашков

Община насчитывает 1 город, и 28 сёл. Административный центр — Жашков

## Транспорт
В Городе Жашков действует железнодорожная станция с таким же названием. Так же через общину проходит трасса E95.